# Hornbæk Sogn (Randers Kommune)
 For alternative betydninger, se Hornbæk Sogn. (Se også artikler, som begynder med Hornbæk Sogn)
Hornbæk Sogn er et sogn i Randers Søndre Provsti (Århus Stift).
I 1800-tallet var Hornbæk Sogn anneks til Tånum Sogn. Begge sogne hørte til Sønderlyng Herred i Viborg Amt. Hornbæk ligger nærmest ved Randers og blev hovedsognet i sognekommunen, så den ved kommunalreformen i 1970 hed Hornbæk-Tånum. Den blev her indlemmet i Tjele Kommune, som ved strukturreformen i 2007 indgik i Viborg Kommune.
I Hornbæk Sogn ligger Hornbæk Kirke.
I sognet findes følgende autoriserede stednavne:
- Over Hornbæk (bebyggelse, ejerlav)
- Over Hornbæk Kær (bebyggelse)
- Neder Hornbæk (bebyggelse)